# Stazione di Roma Monte Mario
La stazione di Monte Mario è una stazione ferroviaria sulla ferrovia Roma-Capranica-Viterbo; si trova al limite settentrionale del quartiere Primavalle, nel quattordicesimo Municipio ed è a servizio di un settore di Monte Mario ricompreso a grandi linee tra il Forte Trionfale, il suburbio Della Vittoria e il tratto più settentrionale dell'area urbana di Torrevecchia.
Si trova nelle immediate vicinanze dell'istituto tecnico industriale "Enrico Fermi" e dell'ex ospedale psichiatrico Santa Maria della Pietà, riconvertito a sede di uffici pubblici comunali e della Azienda Sanitaria Locale RM1.

## Storia
La stazione, in origine denominata "Sant'Onofrio", venne attivata prima del 1916. Assunse la denominazione di "Monte Mario" prima del 1927.

## Strutture e impianti

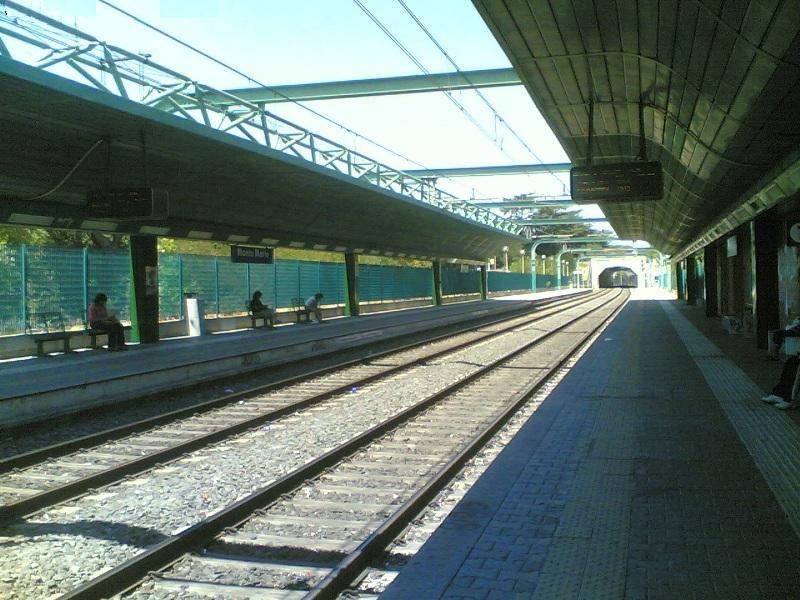
Vista dei binari della stazione in direzione Viterbo

La stazione, gestita da Rete Ferroviaria Italiana, dispone di un fabbricato viaggiatori che ospita le banchine coperte e la biglietteria automatica (presente anche un bar / edicola attualmente chiuso).
Originariamente denominata Sant'Onofrio e dotata di tre binari (due per il servizio viaggiatori e uno per lo scalo merci), dopo i lavori di raddoppio della linea Roma-Viterbo i binari sono stati ridotti a due, con dismissione dello scalo merci e la realizzazione di un parcheggio di scambio in sua vece.
Tra il 29 dicembre 1999 e il 28 maggio 2000 la stazione fu il capolinea provvisorio della linea per i treni provenienti da Cesano e da Viterbo, durante i lavori per il completamento del raddoppio della linea tra Roma Monte Mario e Roma San Pietro.
Con il ripristino del servizio tra Roma S. Pietro (poi nel 2001 Roma Ostiense e nel 2014 Roma Tiburtina)-Viterbo il piazzale antistante la stazione (via Cesare Castiglioni) è divenuto il capolinea di diverse linee che collegano Monte Mario e zone limitrofe al centro della città.
Nel giugno 2007 la stazione fu oggetto di un intervento di arte contemporanea permanente realizzato dai designer Matteo Milaneschi e Andrea Venanzi, nell'ambito del più ampio progetto Qart, in collaborazione con RFI.

## Movimento
La stazione è servita dalle relazioni regionali svolte da Trenitalia sulla ferrovia Roma-Viterbo e dalla relazione FL3.

## Servizi
La stazione, che RFi classifica nella categoria silver, dispone di:
- Biglietteria automatica

## Interscambi
- Fermata autobus